# Helenium autumnale
Helenium autumnale és una espècie d'asteràcia nord-americana És una planta herbàcia perenne de fins 130 cm d'alt, florix a finals d'estiu i la tardor. Es troba a gran part dels Estats Units i el Canadà des dels Northwest Territories a nord de Califòrnia, Arizona, Louisiana, i Florida. Es cultiva com planta ornamental.